# 19442 Браянрайс
19442 Браянрайс (19442 Brianrice) — астероїд головного поясу, відкритий 31 березня 1998 року.
Тіссеранів параметр щодо Юпітера — 3,340.
Названий на честь американського математика Браяна Райса.